# Auguste Jordan
Auguste Gusti Jordan, també anomenat August Jordan o Gustav Jordan, (21 de febrer de 1909 - 17 de maig de 1990) fou un futbolista austríaco-francès.

## Selecció de França
Va formar part de l'equip francès a la Copa del Món de 1938.